# Rumor de ángeles: la sociedad moderna y el descubrimiento de lo sobrenatural
Rumor de ángeles: la sociedad moderna y el descubrimiento de lo sobrenatural (en inglés: A Rumor of Angels: Modern Society and the Rediscovery of the Supernatural) es un libro sobre sociología, escrito por Peter L. Berger, y publicado en 1969. El libro es una de las obras más importantes de Berger, sobre el tema de la sociología de la religión. Rumor de ángeles tuvo una profunda influencia dentro del establishment estadounidense; su obra es frecuentemente citada en fuentes eclesiásticas.

### Marginación de la religión
En los estudios de Berger, se descubrió que la religión está cada vez marginada, debido a la creciente influencia de la tendencia hacia la secularización. Berger identificó la secularización que no sucede tanto con las instituciones sociales, como lo es hacia las iglesias, debido al aumento de la tendencia hacia la separación de la iglesia del estado, y que se aplica a ''procesos dentro de la mente humana'', produciendo ''una secularización de la conciencia".
Teóricamente, Berger cuestionó el entonces actual esquema de secularización/modernización, sugiriendo modificaciones importantes dentro de la teoría de secularización, destacó el estado excepcional de Europa en este sentido.

### Razones inductivas para la Fe
Berger señala que, incluso ante el dominio hegemónico de la secularización, la inductiva experiencia humana proporciona signos de una presencia divina por medios de señales de trascendencia. Comenzando por el hombre y la naturaleza, avanza en los argumentos del orden, el juego, la esperanza, la condenación, y el humor. Estos signos de trascendencia conectan las aspiraciones y temores del hombre. 